# Гоур Говинда Свами
Гоур Гови́нда Сва́ми (имя при рождении — Браджаба́ндху Ги́ри) (2 сентября 1929 — 9 февраля 1996) — индуистский вайшнавский религиозный деятель, проповедник и писатель. Ученик Бхактиведанты Свами Прабхупады. В Международном обществе сознания Кришны почитается как святой.

## Биография

### Детство
Браджабандху Гири родился 2 сентября 1929 года в набожной вайшнавской семье в деревне Джаганнатха-пура, расположенной недалеко от святого места Пури в штате Орисса. Его детство прошло в деревне Гадай-гири, и ещё ребёнком он с любовью и преданностью служил Кришне. Его дед был святым и показал Браджабандху, как нужно повторять маха-мантру Харе Кришна. Вместе со своими дядьями Браджабандху часто ходил по деревням, воспевая маха-мантру и песни Нароттамы даса Тхакура. Со времён Шьямананды Прабху потомки рода Гири славились в Ориссе как самые искусные исполнители киртанов.
С шести лет Браджабандху поклонялся божеству Гопалы. К восьми годам он прочёл всю «Бхагавад-гиту», «Бхагавата-пурану», «Чайтанья-чаритамриту» и умел их толковать. Друзья и родные вспоминают, что Браджабандху был очень спокойным и задумчивым ребёнком. Его не привлекали ни игры, ни кино, ни театр.

### Молодость
После смерти отца в 1955 году Браджабандху, как старшему сыну, пришлось взять на себя заботу о семье. По просьбе своей овдовевшей матери он женился, стал грихастхой. Свою жену, Шримати Вишанти Деви, он впервые увидел только на свадьбе. С деньгами в семье было трудно, поэтому Браджабандху не мог поступить учиться в университет. Он стал сам заниматься по вечерам, чтобы сдать экзамены экстерном. Так он получил степень бакалавра гуманитарных наук. Несмотря на большую занятость, Браджабандху по-прежнему с любовью и преданностью служил своему божеству Гопалу: он вставал в половине четвёртого утра, повторял мантру Харе Кришна, поклонялся Туласи и читал вместе с семьёй «Бхагавад-гиту».
Чтобы содержать семью, Браджабандху работал учителем в местной школе. Во время школьных каникул Браджабандху вместе с женой отправлялся в Гималаи. Они посещали святые места, и Браджабандху не раз ожесточённо спорил с философами-майявади, которые встречались им на пути.

### Духовные поиски
В апреле 1974 года Браджабандху ушёл от мирской жизни, оставил дом и семью и посвятил себя духовному совершенствованию. С нищенской сумой и «Бхагавад-гитой» в руках Гоур Гопалананда Даса (так он теперь себя называл) ходил по Индии и побывал во многих святых местах на берегах Ганги. Он искал духовного наставника, который помог бы ему проникнуть в глубинный смысл маха-мантры. Хотя за годы семейной жизни он повидал немало садху и гуру (в Ориссе существует много известных ветвей гаудия-вайшнавизма), их наставления не затронули его сердца. После целого года странствий он отправился пешком во Вриндаван, надеясь, что там, в святой обители Кришны, исполнится его заветное желание.
Через две недели после прибытия во Вриндаван Гоур Гопалананда увидел на улице большой щит с надписью: «Международное общество сознания Кришны. Ачарья-основатель — Его Божественная Милость А. Ч. Бхактиведанта Свами Прабхупада». Вскоре он встретил западных кришнаитов, которые дали ему один из номеров журнала «Обратно к Богу». Когда Гоур Гопалананда прочёл журнал, прославляющий Кришну, его охватило желание увидеться с его редактором, основателем Движения сознания Кришны — Бхактиведантой Свами Прабхупадой. Так он нашёл своего духовного наставника, к встрече с которым долго стремился.

### Принятие санньясы у Шрилы Прабхупады
Когда Гоур Гопалананда вошёл в комнату Прабхупады и представился, первое, о чём Прабхупада его спросил, было: «Ты уже принял санньясу?» «Нет», — ответил Гоур Гопалананда. «Ну так я тебе её дам!» Гоур Гопалананда понял: Прабхупада знает, что у него на сердце. Вскоре он получил у Прабхупады духовное посвящение. В 1975 году на церемонии открытия Храма Кришны-Баларамы Прабхупада посвятил его в санньяси.

### Выполнение наказа гуру
Вскоре после этого Прабхупада послал Гоур Говинду Свами в Ориссу проповедовать и строить храм в Бхубанешваре, где ИСККОН незадолго до этого был подарен участок земли. В то время там были джунгли, кишащие змеями, скорпионами и москитами. Участок находился далеко от центра города, и люди даже днём боялись туда ходить. Гоур Говинда Свами, для которого желание Прабхупады всегда оставалось законом, был неустрашим и упорно трудился, чтобы его исполнить. Одно время он жил на складе у торговца чаем, после этого — в небольшой хижине вместе с дорожными рабочими; там он, следуя наказу Прабхупады, начал переводить его книги на язык ория.
Гоур Говинда Свами обошёл, один за другим, почти все дома, конторы и учреждения в Бхубанешваре и его окрестностях, собирая небольшие пожертвования. Затем он собственноручно построил на подаренном участке земли небольшой, крытый соломой дом.
В начале 1977 года в Бхубанешвар приехал Прабхупада. Для него сняли удобный номер в городской гостинице, но Прабхупада сказал: «Я буду жить в том доме, который построил для меня мой ученик, мой дорогой сын — Гоур Говинда». Прабхупада оставался в Бхубанешваре семнадцать дней, работая над переводом десятой песни «Шримад-Бхагаватам». В день явления Нитьянанды он провёл церемонию закладки первого камня в основание будущего храма. Это был последний освящённый им храм.

### Продолжение миссии гуру
В 1979 году Гоур Говинда Свами поехал в Маяпур. Во время одного из киртанов в храме он потерял сознание и упал. Его подняли и перенесли в комнату. Рядом с ним было несколько вайшнавов и руководителей ИСККОН. Позвали одного доктора, потом другого, но они не смогли поставить диагноз. Кто-то предположил даже, что Гоур Говинда Свами одержим духами. И только Акинчана Кришнадаса Бабаджи, духовный брат Прабхупады, определил, что Гоур Говинда Свами переживает бхаву, прилив экстатической любви к Богу.
Вернувшись в Бхубанешвар, Гоур Говинда Свами отдался исполнению наказа своего духовного учителя. Ему на помощь было послано несколько западных преданных, но многие не смогли вынести суровых условий жизни. Их поражало, что Гоур Говинда Свами безропотно переносил трудности, ел только раз в день и совсем не спал. Днем и ночью он либо проповедовал, либо повторял мантру, либо делал записи в своих тетрадях.
Выполняя указание Прабхупады, Гоур Говинда Свами вдохновенно проповедовал по всей Ориссе. Прабхупада дал Гоур Говинде Свами три главных наказа: перевести его книги с английского на язык ория, построить храм в Бхубанешваре и проповедовать по всему миру. Эти три наказа стали для Гоур Говинды Свами смыслом жизни. У него было строгое правило: не садиться есть, не закончив перевод дневной нормы. Все удивлялись, когда видели, как после многочасового перелёта Гоур Говинда Свами сначала заканчивал перевод, порученный ему духовным учителем, и только потом думал о еде и сне. Он оставался верен этому обету до последнего дня жизни.
В 1985 году Гоур Говинда Свами впервые отправился с проповедью за рубеж. Его желание проповедовать о Кришне было таким сильным, что в течение последующих одиннадцати лет он путешествовал по всему миру, несмотря на больную ногу и многочисленные неудобства.
Те, кому доводилось слушать лекции Гоур Говинды Свами, всякий раз были поражены. Мягкий и скромный в личном общении, он на лекциях по «Шримад-Бхагаватам» ревел, как лев, круша гордыню, которая поразила сердца его учеников, и разбивая в прах их заблуждения. Порой, прочитав какое-нибудь известное философское положение из комментария Прабхупады, он начинал смеяться, как смеётся ребенок, и говорил: «Здесь речь идет о Кришна-преме, но это нужно пояснить». И в течение двух или трёх часов толковал одно предложение, проникая все глубже и глубже в его смысл, чем необыкновенно поражал слушателей. На одной из таких лекций он сказал: «Смотрите, Кришна смеётся надо мной, ведь я пытаюсь объять необъятное».
Нередко во время лекции Гоур Говинда Свами вдруг начинал петь, давая слушателям возможность понять чувства радости, смирения и предания себя Богу, которыми проникнуты молитвы великих преданных — Бхактивиноды Тхакура и других ачарьев. Кришна-катха была для него самой жизнью. Он часто говорил: «День, проведённый без кришна-катхи, чёрный день».
Гоур Говинда Свами глубоко знал священные писания. Всё, о чём он говорил, он обосновывал цитатами из многочисленных ведических источников. Иногда он задавал ученику вопрос, и, если тот, отвечая, не ссылался на шастры, он кричал: «Мошенник! Не пытайся обмануть других! Вайшнав всегда ссылается на священные писания».
Гоур Говинда Свами был бесстрашным проповедником и никогда не поступался истиной ради сиюминутной выгоды. «Тот, кто не видит Кришну, слепец, — повторял он. — Такой слепец говорит о Кришне, а сам продолжает измышлять. Поэтому его речь не будет действенной. Слово истинного садху (святого) никогда не расходится с делом».
Гоур Говинда Свами вёл дневник и ежедневно делал в нём записи. Каждую запись он заканчивал одинаково: «Гопал знает обо всем, что сделал сегодня этот слуга». Каждый день он просил Гопала: «Позволь мне быть рядом с близкими по духу преданными».
В 1991 году, после шестнадцати лет упорного труда, Шрила Гоур Говинда Свами исполнил волю своего духовного учителя: в день явления Рамачандры, Рама-навами, он открыл в Бхубанешваре храм Шри Шри Кришна-Баларама, который сегодня посещают тысячи людей. Гоур Говинда Свами говорил: «Я открыл в Бхуванешваре „школу слёз“: если мы не будем плакать о Кришне, Он не прольёт на нас Свою милость». Об этом Гоур Говинда Свами неустанно проповедовал по всему миру в последние десять лет своего пребывания на земле.
Гоур Говинда Свами всегда жил скромно и просто. До последних дней жизни он оставался в небольшом доме рядом с тем, что построил для Прабхупады в 1977 году. Несколько раз его просили взять на себя новые обязанности по руководству ИСККОН, но он всегда отказывался, говоря: «Я не руководитель. Я проповедник». Однако, когда преданным ИСККОН был подарен участок земли в Гадай-гири, деревне, где Гоур Говинда Свами провёл детство и где в скромной постройке жил его любимый Гопал, он взялся руководить строительством нового, большого храма для Гопала.

### Уход
В конце января 1996 года Гоур Говинда Свами как-то заметил: «Бхактисиддханта Сарасвати говорил, что материальный мир не место для порядочного человека. Вознегодовав, он ушёл из него до срока. И я, наверное, тоже скоро уйду. Не знаю. Я во всём полагаюсь на Гопала и поступлю так, как Он пожелает». На следующий день Гоур Говинда Свами отправился в Гадай-гири, чтобы увидеться с Гопалом. Вернувшись, он в течение следующих четырёх дней проповедовал как никогда воодушевлённо тысячам людей, которые приехали в Бхуванешвар на празднование столетия Прабхупады. А затем отбыл в Маяпур на ежегодные заседания Руководящего совета ИСККОН.
9 февраля 1996 года, в день явления Бхактисиддханты Сарасвати, двое учеников Прабхупады попросили Гоур Говинду Свами их принять. Они никогда прежде не встречались с ним, но прочли несколько его книг и горели желанием его услышать. В шесть часов вечера они вошли в комнату Гоур Говинды Свами и спросили его о том, почему Чайтанья Махапрабху жил в Пури. Обрадованный этим вопросом, Гоур Говинда Свами начал рассказывать о сокровенном смысле пребывания Чайтаньи в Пури. Он говорил о невыносимых муках, которые Радха и Кришна терпели в разлуке друг с другом, после того как Кришна уехал из Вриндавана. Этот рассказ приведён в восьмой главе книги «У берега разлуки». Завораживая всех, кто был в комнате, повествованиями о Кришне, Гоур Говинда Свами дошёл до того места, когда Радха и Кришна наконец встречаются после долгой разлуки. Он сказал, что, увидев Радху, Кришна испытал такой восторг, что глаза у него стали огромными и круглыми, а руки и ноги вобрались внутрь. В этом облике он носит имя Джаганнатхи. Тут присутствовавшие заметили, что на глазах Гоур Говинды Свами заблестели слёзы. Его голос прервался. Он сказал едва слышно: «Глаза Кришны встретились с глазами Радхи. Союз глаз…» Не в силах продолжать, он извинился, смиренно сложив ладони: «Простите, я не могу говорить». Он отдал последний приказ: «Киртан! Киртан!», вайшнавы запели, а их гуру спокойно и невозмутимо лёг на кровать. Слуга дал ему изображение Гопала. С любовью глядя на божество, которому он поклонялся всю жизнь, Гоур Говинда Свами воскликнул: «Гопал!» — и испустил последний вздох.